# 马祖灵
马祖灵（1925年11月—），男，回族，陕西西安人，中华人民共和国政治人物，曾任中共甘肃省委常委、统战部部长，甘肃省政协副主席，第六、八届全国政协委员。